# Parafia Świętej Rodziny w Tychach
Parafia Świętej Rodziny – rzymskokatolicka parafia znajdująca się w Tychach. Parafia należy do dekanatu Tychy Stare w archidiecezji katowickiej.
Parafia powstała 30 listopada 1997 r. jako parafia tymczasowa, a 21 listopada 2001 r. jako parafia pełnoprawna, kiedy konsekracji kościoła dokonał abp Damian Zimoń. Budowę kościoła prowadził ks. Józef Włosek.